# Melochia chamaedrys
Melochia chamaedrys är en malvaväxtart som beskrevs av A. St.-hil.. Melochia chamaedrys ingår i släktet Melochia och familjen malvaväxter. Utöver nominatformen finns också underarten M. c. decumbens.